# 1984 w Wojsku Polskim
Kalendarium Wojska Polskiego 1984 – wydarzenia w Wojsku Polskim w 1984 roku.
- Zwierzchnik Sił Zbrojnych – gen. armii Wojciech Jaruzelski
- Minister Obrony Narodowej – gen. armii Florian Siwicki
- Szef Sztabu Generalnego – gen. broni Józef Użycki

## 1984
- badania mające na celu określenie możliwości gospodarki w zakresie zabezpieczenia mobilizacji sił zbrojnych[1]
- doskonalenie systemu gromadzenia wyszkolonych rezerw osobowych na potrzeby mobilizacyjne i wojenne[1]
- znowelizowanie systemu uzupełniania wojsk w wyniku ponoszonych strat w czasie wojny[1]

## Styczeń
2 stycznia
- dowódca Marynarki Wojennej adm. Ludwik Janczyszyn zainaugurował nowy rok szkoleniowy w Marynarce Wojennej

11 stycznia
- odprawa kierowniczej kadry pionu organizacyjno-mobilizacyjnego SZ PRL w Lublinie[1]

12 stycznia
- pod przewodnictwem gen. armii Wojciecha Jaruzelskiego odbyło się posiedzenie Komitetu Obrony Kraju. Dokonano oceny zagrożeń wywołanych polityką państw bloku NATO. Omówiono wyniki przeprowadzonej w grudniu 1983 roku akcji kontrolnej wojskowych grup operacyjnych[2].

16 stycznia
- Muzeum Wojska Polskiego w Warszawie zostało wyróżnione Orderem Sztandaru Pracy I klasy za osiągnięcia w popularyzowaniu tradycji walk oręża polskiego oraz za zasługi w kształtowaniu patriotycznych postaw obywatelskich[2].
- Centralna Orkiestra Reprezentacyjna WP odznaczona została Orderem Sztandaru Pracy II klasy za osiągnięcia artystyczne i za zasługi w propagowaniu dorobku kulturalnego wojska[2].

31 stycznia
- 23 uczonych otrzymało godność profesora zwyczajnego, a 60 profesora nadzwyczajnego. Byli wśród nich profesorowie zwyczajni: kmdr S. E. Klajman z MW, L. Markiewicz z WIML, płk A. Michajlik z CKP Wojskowej Akademii Medycznej; profesowie nadzwyczajni: płk L. Bienias z Wojskowej Akademii Medycznej, ppłk E. Dziuk z CKP Wojskowej Akademii Medycznej i płk Z. Zapędowski z Wojskowej Akademii Medycznej[2].

## Luty
2 lutego
- pełniący obowiązki dowódcy UNDOF płk Pentil Lamaanen, wyraził uznanie dla polskich żołnierzy kontyngentu Sił Zbrojnych ONZ na Bliskim Wschodzie[2].

4 lutego
- gen. armii Wojciech Jaruzelski przyjął naczelnego dowódcę Zjednoczonych Sił Zbrojnych Państw-Stron Układu Warszawskiego, marszałka Związku Radzieckiego Wiktora Kulikowa. Omówiono sytuację polityczną i wojskową, a także zagadnienia współpracy Wojska Polskiego z armiami państw-stron UW[2].

10 lutego
- dowódca Sił Zbrojnych ONZ na Bliskim Wschodzie (UNDOF) – gen. mjr C. G. Stahl, przeprowadził inspekcję polskiego kontyngentu wojskowego[2].

15 lutego
- w 5 Kołobrzeskim Pułku Zmechanizowanym im. kpt. Otokara Jarosza w Szczecinie odbyła się dyskusja poświęcona problemom przodownictwa i współzawodnictwa w siłach zbrojnych[2].

20 lutego
- żołnierze polskiego kontyngentu wojskowego Sił Zbrojnych ONZ na Bliskim Wschodzie ugasili groźny pożar w obozie austriackiego kontyngentu wojskowego UNDOF. Dowódca austriackiego kontyngentu, płk H. Satter, złożył na ręce dowódcy polskiego, płk L. Załuski, podziękowania dla polskich żołnierzy[2].

27 lutego
- prezes Rady Ministrów powołał gen. dyw. dr. Antoniego Jasińskiego na stanowisko wiceministra obrony narodowej ds. ogólnych[2].

## Marzec
2 marca
- w zachodniej i północno-zachodniej części kraju przeprowadzono ćwiczenia Zjednoczonych Sił Zbrojnych Układu Warszawskiego z udziałem jednostek WP, Armii Radzieckiej i NAL NRD pod kryptonimem „Przyjaźń-84”[2].

21 marca
- na posiedzeniu Sejmowej Komisji ON omówiono problem budownictwa mieszkaniowego dla żołnierzy zawodowych. W obradach wziął udział minister budownictwa i przemysłu materiałów budowlanych – S. Kukuryka. Przewodniczył poseł B. Owsianik[2].

23 marca
- minister obrony narodowej – gen. broni Florian Siwicki, spotkał się z żołnierzami – bohaterami czasu pokoju, którzy często z narażeniem własnego życia i zdrowia ratowali tonących, gasili pożary, ratowali życie i mienie, uniemożliwiali dokonanie przestępstw. Odznaczeni zostali m.in.: sierż. sztab. T. Buczyński, st. szer. K. Drozdakiewicz i st. szer. M. Kaniński, szer. K. Zarzycki, st. szer. rez. M. Buła, kpr. M. Janicki, st. szer. J. Rurek, st. szer. A. Grajewski, st. mar. J. Sciebura[2].

24 marca-25 marca
- w Wilhelm Pieck-Stadt Guben w NRD odbyło się sympozjum zorganizowane przez ZG ZBoWiD oraz Centralny Zarząd Komitetu Antyfaszystowskiego Bojowników Ruchu Oporu (ANTIFA). Delegacjom przewodniczyli: sekretarz generalny ZG ZBoWiD – H. Sienkiewicz, oraz przewodniczący Centralnego Zarządu ANTIFA – O. Funke. Uczestnicy sympozjum wymienili poglądy na temat roli i udziału obu organizacji w walce o pokój, bezpieczeństwo i rozbrojenie[2].

31 marca
- w gdyńskim porcie wojennym podniesiono banderę na nowych okrętach Marynarki Wojennej – ORP „Gardno” i ORP „Hutnik”[2].

## Kwiecień
11 kwietnia
- w Poznaniu odbyła się XXVI Konferencja Bezpieczeństwa Lotów Lotnictwa Sił Zbrojnych PRL. Przewodniczył wiceminister obrony narodowej, główny inspektor szkolenia – gen. broni E. Molczyk. W obradach uczestniczyli m.in.: dowódca Wojsk Lotniczych – gen. dyw. pil. T. Krawczyc, zastępca głównego inspektora techniki WP – gen. dyw. W. Szymłowski, przedstawiciele dowództw i kierowniczej kadry WL, WOPK, Marynarki Wojennej, MSW, IC MON, wojskowych uczelni i instytutów naukowych, Polskich Linii Lotniczych „LOT”. Obecni byli przedstawiciele Armii Radzieckiej: gen. płk. lotn. M. Odincow i gen. lejtn. lotn. G. Skosrniakow. Jednostki uzyskujące najlepsze rezultaty w działalności na rzecz umacniania bezpieczeństwa szkolenia lotniczego otrzymały wyróżnienia zespołowe. Wyróżniający się oficerowie lotnictwa zostali uhonorowani nagrodami indywidualnymi[3].

13 kwietnia
- w sali tradycji Wojsk Lotniczych odbyło się spotkanie „pilotów roku 1983”. Zwycięzcy otrzymali dyplomy uznania, pamiątkowe odznaki oraz nagrody rzeczowe dowódcy Wojsk Lotniczych –gen. dyw. pil. T. Krawczyca. Otrzymali je m.in.: M. Adamczyk, G. Rudawski i R. Hac, M. Mocek i R. Koprasa[3].

17 kwietnia
- Związek Byłych Żołnierzy Zawodowych otrzymał srebrną Odznaką „Za Zasługi dla Obrony Cywilnej”. Wyróżnienie wręczył na ręce prezesa ZG ZbŻZ, płk. w st. sp. dr. R. Lesia, główny inspektor OT–gen. broni T. Tuczapski[3].

24 kwietnia-26 kwietnia
- w Pradze odbyło się posiedzenie Rady Wojskowej. Rozpatrywano zagadnienia bieżącej działalności Zjednoczonych Sił Zbrojnych w świetle uchwał przyjętych na naradach Doradczego Komitetu Politycznego i posiedzeniach Komitetów Ministrów Obrony. Przewodniczył naczelny dowódca Zjednoczonych Sił Zbrojnych – marszałek W. Kulikow[3].

25 kwietnia
- w 1 Warszawskim Pułku Czołgów im. Bohaterów Westerplatte odbyła się odprawa kierowniczej kadry propagandy i agitacji sił zbrojnych na temat kierunków działania i zadań frontu ideologicznego wojska w aktualnej sytuacji społeczno-politycznej. Prowadził ją zastępca szefa Głównego Zarządu Politycznego – płk prof. dr hab. L. Wojtasik[3].

27 kwietnia
- jury nagrody im. Ludwika Waryńskiego przyznał m.in. nagrodę płk. prof. J. Muszyńskiemu za książkę pt. Oblicze współczesności (Warszawa 1983) oraz nagrodę specjalną Wojskowemu Instytutowi Historycznemu im. Wandy Wasilewskiej i Wydawnictwu MON za książkę „Marszałek Polski Michał Żymierski”[3].

## Maj
1 maja
- dla uczczenia Międzynarodowego Święta Pracy, minister obrony narodowej – gen. broni Florian Siwicki, rozkazał oddać w Warszawie 24 salwy armatnie[3].

12 maja
- w Wojskowej Akademii Medycznej im. gen. dyw. B. Szareckiego odbyła się sesja popularnonaukowa poświęcona działalności Wojskowych Kręgów Instruktorskich ZHP. Uczestnikami byli komendanci i instruktorzy WKI ZHP z wyższych szkół oficerskich i ośrodków szkolenia oraz członkowie kręgów. Sesji przewodniczył płk prof. dr hab. n. med. H. Bartel. Za wybitne zasługi w dziele współpracy z harcerstwem uczelnia została odznaczona Krzyżem „Za Zasługi dla Związku Harcerstwa Polskiego”[3].
- w 3 Warszawskim Pułku Pontonowym złożył wizytę zastępca attaché wojskowego, morskiego i lotniczego przy Ambasadzie ZSRR w Warszawie – płk A. Szarkow. Mówiono o polsko-radzieckim braterstwie broni i o rozwijającej się współpracy[3].

24 maja-25 maja
- w ASG odbył się III Zjazd Stowarzyszenia Żołnierzy Kompanii Małoletnich i Wychowanków Korpusu Kadetów im. gen. broni Karola Świerczewskiego. W obradach uczestniczył szef Głównego Zarządu Politycznego – gen. broni dr J. Baryła. Obecni byli: prezes ZG ZBoWiD – gen. broni dr J. Kamiński i szef Służby Polityczno – Wychowawczej MSW – gen. bryg. W. Jura. III Zjazd wybrał nowe władze Stowarzyszenia. Prezesem Zarządu Głównego został gen. bryg. T. Urbańczyk[3].

26 maja-30 maja
- w Polsce przebywała delegacja armii Socjalistycznej Republiki Wietnamu z członkiem Biura Politycznego KC KPW, ministrem obrony narodowej – gen. armii Văn Tiến Dũngiem na czele. Przewodniczący Rady Państwa – prof. dr Henryk Jabłoński, udekorował gen. Văn Tiến Dũnga Komandorią z Gwiazdą Orderu Zasługi PRL. W czasie pobytu w Polsce delegacja wietnamska odwiedziła Wyższą Oficerską Szkołę Lotniczą w Dęblinie, Wojskowej Akademii Technicznej w Warszawie, 1 Praski Pułk Zmechanizowany i WSMW w Gdyni[3].

26 maja-31 maja
- w Pradze odbył się XIII Festiwal Filmowy Armii UW. Wytwórnia Filmowa „Czołówka” uzyskała II nagrodę w kategorii krótkometrażowych filmów fabularyzowanych za zrealizowaną przez J. Dymka „Elegię na śmierć Mieczysława Kalinowskiego”. Dwie inne nagrody – uzyskała za film „Na każde wezwanie” reż. S. Kiełbiewskiego oraz za najlepszy w przeglądzie praskim zestaw filmów szkoleniowych: „Skrzydlata piechota” i „Dowódca w walce w osiedlu” – filmy w reżyserii K. Sheybala[3].

31 maja
- na terytorium północno-zachodniej Polski rozpoczęto sojusznicze ćwiczenia dowódczo-sztabowe ze środkami łączności w terenie pod kryptonimem „Lato 84”. Ćwiczeniem kierował pod minister obrony narodowej – gen. broni Florian Siwicki[1][3].

## Czerwiec
1 czerwca
- do Syrii odleciała XXII zmiana polskiego kontyngentu wojskowego w Siłach Zbrojnych ONZ, dowodzona przez płk. dypl. L. Załuskę

2 czerwca
- po wykonaniu zadań mandatowych w Syrii powrócili do kraju żołnierze XXI zmiany polskiego kontyngentu wojskowego Sił Zbrojnych ONZ. Na wrocławskim lotnisku powitał ich zastępca dowódcy Śląskiego Okręgu Wojskowego ds. OT – gen. bryg. J. Żetruk[3].

6 czerwca
- w Wyższej Szkole Marynarki Wojennej im. Bohaterów Westerplatte w Gdyni odbyła się uroczystość związana z wręczeniem dyplomów magisterskich absolwentom V roku. Dyplomy wręczał kontradm. L. Dutkowski i komendant WSMW – kmdr dr J. Apanowicz[3].

8 czerwca
- w Wojskowym Domu Wypoczynkowym w Helenowie zakończył się kolejny turnus wczasów nagrodowych, przyznanych przez ministra obrony narodowej kadrze wyróżniającej się ofiarną służbą i uzyskującej doskonałe wyniki w szkoleniu i wychowaniu podwładnych. W grupie wyróżniających się przebywali wraz z małżonkami m.in.: płk B. Bielan, płk J. Kochanowski, ppłk E. Trzaska, ppłk J. Kuźniar, płk W. Rynkun, kmdr W. Owczarz, płk J. Gawor, płk M. Cieślik[3].

12 czerwca
- odbyło się spotkanie laureatów dorocznych nagród „Żołnierza Wolności” w 1984 roku. Nagrody „Żołnierza Wolności” otrzymali: Złote pióro w dziedzinie popularyzacji ideologii marksistowsko-leninowskiej – płk prof. dr hab. Cz. Staciwa i red. mgr Wiesław Rogowski, w dziedzinie popularyzacji historii i tradycji ludowego WP – płk w st. sp. M. Kałłaur, w dziedzinie popularyzacji dorobku pracy partyjno-politycznej oraz publicystyki społeozno-kulturalnej – płk mgr M. Anysz i mjr mgr Adam Stasiński, w dziedzinie higieny i oświaty zdrowotnej, zdrowia psychicznego i szkolenia fizycznego – ppłk rez. R. Żochowski[3].

14 czerwca
- gen. broni Florian Siwicki obserwował obszerne fragmenty ćwiczenia 6 PDPD (m.in. naziemne ćwiczenia techniki skoków, ćwiczenia na wieży spadochronowej, pokonywanie przeszkód wodnych różnymi sposobami, wyjście baterii przeciwpancernej na rubież ogniową, pokazy walki wręcz) prowadzonego systemem zintegrowanym, wizytował Krakowski Pułk OT.im. B. Głowackiego, WSO Wojsk Chemicznych im. St. Ziai oraz Podhalańską Jednostkę Obrony Wewnętrznej im. Ziemi Krakowskiej[3].

15 czerwca
- w Szczecinie, z udziałem posła ziemi szczecińskiej, ministra obrony narodowej – gen. broni P. Siwickiego, odbyło się posiedzenie Wojewódzkiego Komitetu Obrony. Tematem obrad była sytuacja społeczno-polityczna województwa oraz problemy związane z realizacją zadań w dziedzinie obronności i świadczeń regionu na potrzeby obrony kraju[3].

17 czerwca
- odbyły się wybory do 49 wojewódzkich rad narodowych oraz do 2406 rad narodowych stopnia podstawowego. O mandaty radnych ubiegało się 1254 kandydatów – żołnierzy zawodowych[3].

19 czerwca
- odbyło się posiedzenie Sejmowej Komisji Obrony Narodowej na temat budżetu Ministerstwa Obrony Narodowej na rok 1985[1]. Przewodniczył poseł Owskanik[3].
- w Moskwie przebywała delegacja kierownictwa Zarządu Mobilizacji Uzupełnień SG Wojska Polskiego. Omówiono z przedstawicielami SG SZ ZSRR i Dowództwa Wojsk Lądowych aktualne problemy mobilizacyjne sił zbrojnych[1]

24 czerwca
- na stadionie WKS „Orzeł” w Łodzi odbyła się promocja absolwentów Wojskowej Akademii Medycznej im. gen. dyw. B. Szareckiego. Aktu promocji dokonał wiceminister obrony narodowej – gen. broni T. Tuczapski[3].
- redakcja „Trybuny Ludu” przyznała doroczne nagrody. Wyróżniono m.in.: płk. prof. dr hab. J. Borgosza z WAP, mjr. mgr Z. Stachowskiego, płk. mgr M. Anysza oraz Muzeum Wojska Polskiego – za szczególny wkład w upowszechnianie wiedzy o dziejach oręża polskiego[3].

25 czerwca
- w Stołecznym Klubie Garnizonowym w Warszawie odbyło się spotkanie szefa Głównego Zarządu Politycznego – gen. broni J. Baryły, z kierownictwem Związku Artystów Scen Polskich. Obecny był minister kultury i sztuki – K. Żygulski. W spotkaniu uczestniczył: prezes ZASP – prof. H. Szletyński oraz D. Cholewianka, H. Kossobudzka, D. Lipińska-Zborowska, I. Remiszewska, E. Turska, I. Gogolewski, T. Jastrzębowski, J. Mateusz Nowakowski, Krzysztof Rau, S. Rydel, W. Siemion i L. Terpiłowski[3].

28 czerwca
- odbyło się posiedzenie Komitetu Obrony Kraju. Dokonano przeglądu i oceny stanu bezpieczeństwa państwa oraz przeanalizowano stan przygotowań obronnych. Przewodniczył gen. armii W. Jaruzelski[3].

## Lipiec
5 lipca
- w Warszawie odbyło się wręczenie nagród laureatom Konkursu im. Aleksandra Zawadzkiego na najlepsze prace habilitacyjne, doktorskie i magisterskie, dotyczące wysiłku narodu polskiego w latach okupacji, walk narodowowyzwoleńczych 1939–1945, utrwalania władzy ludowej, kształtowania i umacniania obronności PRL, ruchu kombatanckiego oraz dziejów Polski Ludowej. Nagrodzono 28 i wyróżniono 9 autorów reprezentujących środowiska naukowe z całego kraju. W grupie prac habilitacyjnych nagrody I stopnia przyznano: Z. Kowalskiemu za pracę pt. „Powrót Śląska Opolskiego do Polski” oraz P. Matusakowi za pracę „Polski ruch oporu w przemyśle wojennym”. Alicja Bernaś-Kostynowicz otrzymała nagrodę I stopnia za pracę doktorską obronioną w WIH. Równorzędnie nagrodzono w tej grupie M. Walczaka. W grupie prac magisterskich wyróżnienie I stopnia przyznano m.in. kpt. J. Kaźmierczakowi z WAP. Minister nauki, szkolnictwa wyższego i techniki – prof. dr B. Miśkiewicz przyznał nagrody promotorom: płk. doc. M. Jaworskiemu z WAP. Specjalnym dyplomem uhonorowano organizatora konkursu sekretarza generalnego jury, komendanta WIH – płk. prof. dr. K. Sobczaka[4].

5-14 lipca
- na terytorium CSRS przeprowadzone zostały ćwiczenia Zjednoczonych Sił Zbrojnych Państw-Stron Układu Warszawskiego pod kryptonimem „Tarcza-84”. Podczas ćwiczeń doskonalono współdziałanie sztabów i wojsk podczas prowadzenia wspólnych działań. Ćwiczeniami kierował minister obrony CSRS – gen. armii Martin Dżur[4].

9-14 lipca
- w Kołobrzegu odbył się XVIII Festiwal Piosenki Żołnierskiej. Jury Festiwalu przyznało Złote Pierścienie wraz z nagrodami: Irenie Woźniackiej za piosenkę „Różowy kasztan w Kołobrzegu”, Elżbiecie Jagiełło za piosenkę „Przyjaciel sen” i Katarzynie Szlęk za utwór „Życia nigdy dosyć”[4].

11 lipca
- w Centrum Doskonalenia Oficerów WP im. gen. armii S. Popławskiego – zasłużonej dla sił zbrojnych „akademii polowej”, kształcącej oficerskie kadry dowódcze i sztabowe średniego szczebla dowodzenia odsłonięto pomnik gen. armii Stanisława Popławskiego. Autorem pomnika jest artysta rzeźbiarz – M. Smorczewski. Sztandar Centrum udekorowany został Złotą Odznaką im. J. Krasickiego[4].

13 lipca
- odbyła się trzydziesta promocja absolwentów WAP. Podczas uroczystości wręczono także 27 dyplomów doktorów nauk. Uroczystości przewodniczył komendant WAP gen. dyw. Władysław Polański[4].
- w ASG odbyło się posiedzenie Rady Wyższego Szkolnictwa Wojskowego. Obradom przewodniczył minister obrony narodowej –. gen. broni Florian Siwicki. Uczestniczyli w nim szefowie instytucji centralnych MON, komendanci akademii wojskowych i wyższych szkół oficerskich oraz przedstawiciele dowództw okręgów wojskowych i rodzajów sił zbrojnych. Rada dokonała oceny procesu kształtowania kwalifikacji dowódczych podchorążych oraz absolwentów wyższych szkół oficerskich pełniących służbę w jednostkach Śląskiego Okręgu Wojskowego[4].

14 lipca
- w Wojskowej Akademii Technicznej odbyła się promocja słuchaczy IV rocznika. Aktu mianowania na pierwszy stopień oficerski dokonał główny inspektor szkolenia – gen. broni E. Molczyk[4].
- w ASG odbyła się promocja absolwentów. Aktu wręczenia dyplomów dokonał minister obrony narodowej – gen. broni Florian Siwicki[4].

21 lipca
- z okazji 25-lecia powstania szef Głównego Zarządu Politycznego – gen. broni dr J. Baryła wręczył Order Sztandaru Pracy II klasy, przyznany ORW przez Radę Państwa[4].

19 lipca
- przy Nabrzeżu Pomorskim w Gdyni zacumowały zespoły okrętów Floty Bałtyckiej ZSRR z krążownikiem rakietowym „Groznyj” i niszczycielem Swirepyj” pod dowództwem adm. Iwana Kapitancowa oraz Ludowej Marynarki NRD z okrętem szkolnym „Wilhelm Pieck” i ścigaczem OP „Parchim” – dowodzone przez adm. Wilhelma Ehma[4].

## Sierpień
28 sierpnia
- na zaproszenie Rady Młodzieżowej WP przebywała w Polsce 30-osobowa delegacja Komunistycznego Związku Młodzieży Węgierskiej Armii Ludowej. Węgierscy goście spotkali się z dowództwem i aktywem ZSMP 6 PDPD, Wojskowej Akademii Medycznej, Centrum Szkolenia Oficerów Politycznych, WSO Wojsk Rakietowych i Artylerii.Delegacja zwiedziła też port wojenny na Oksywiu oraz bazę szkoleniowo-dydaktyczną WSMW im. Bohaterów Westerplatte[4].

## Wrzesień
1 września
- odbyły się uroczyste promocje absolwentów wyższych szkół oficerskich[4]. Centralne uroczystości odbyła się w Chełmie. Na pierwszy stopień oficerski absolwentów Wyższej Szkoły Oficerskiej Wojsk Rakietowych i Artylerii im. gen. J. Bema promował zwierzchnik Sił Zbrojnych PRL – gen. armii Wojciech Jaruzelski.

aktu promocji absolwentów Wyższej Szkoły Oficerskiej Wojsk Pancernych im. Stefana Czarnieckiego pod pomnikiem żołnierzy Armii „Poznań” dokonał szef Głównego Zarządu Politycznego – gen. broni dr J. Baryła.
absolwentów Wyższej Szkoły Oficerskiej Wojsk Łączności im. płk B. Kowalskiego ps. „Ryszard” promował szef Sztabu Generalnego – gen. dyw. J. Użycki
w Wyższej Oficerskiej Szkole Radiotechnicznej im. S. Bartosika promował inspektor techniki – gen. broni Z. Nowak
absolwentów Wyższej Szkoły Oficerskiej Wojsk Zmech. im. T. Kościuszki promował główny kwatermistrz WP – gen. broni M. Obiedziński
absolwentów Wyższej Szkoły Oficerskiej Wojsk Obrony Przeciwlotniczej im. por. Kalinowskiego promował gen. dyw.dr A. Jasiński
absolwentów WOSK Poznaniu promował szef Departamentu Kadr – gen. dyw. dr Z. Zieliński
absolwentów Wyższej Szkoły Oficerskiej Wojsk Chemicznych im. S. Ziaji promował szef Głównego Zarządu Szkolenia Bojowego – gen. dyw. dr W. Barański
absolwentów Wyższej Oficerskiej Szkoły Samochodowej im. gen. A. Waszkiewicza – dowódca Pomorskiego Okręgu Wojskowego – gen. dyw. Z. Blechman
absolwentów Wyższej Szkoły Oficerskiej Wojsk Inżynieryjnych im. J. Jasińskiego – szef Wojsk Inżynieryjnych – gen. bryg. Z. Stelmaszuk
absolwentów Centrum Szkolenia Wojsk Ochrony Pogranicza – dowódca WOP – gen. bryg. F. Stramik
5 września
- w 45 rocznicę agresji hitlerowskiej na Polskę do obiegu weszły 2 nowe znaczki. Jeden przedstawia obronę Kępy Oksywskiej i podobiznę jej dowódcy płk. Stanisława Dąbka, drugi bitwę nad Bzurą i podobiznę gen. dyw. Tadeusza Kutrzeby[4].

5 września
- rozpoczęło się ćwiczenie pod kryptonimem „Tarcza 84”[1]

19 września
- sejmowa Komisja Obrony Narodowej rozpatrzyła stan realizacji zadań budownictwa wojskowego i mieszkaniowego dla potrzeb resortu obrony narodowej. Przewodniczył poseł B. Owsianik[4].

8 września
- w Wojskowej Akademii Technicznej w Warszawie odbył się I zjazd absolwentów 17 baterii artylerii plot. 1 Oficerskiej Szkoły Artylerii w Chełmie. Dowódca WOPL – gen. dyw. T. Obroniecki udekorował absolwentów 17 baterii medalami „Za udział w walkach o Berlin”[4].

10 września
- dowódca Sił Zbrojnych ONZ na Bliskim Wschodzie (UNDOF) – gen. mjr Carl-Gustav Stahl złożył wizytę w obozie Polskiego Kontyngentu Wojskowego, nadzorujących w rejonie Wzgórz Golan przerwanie działań bojowych i rozdzielenie wojsk stron[4].

24 września-27 września
- na terenie Pomorskiego Okręgu Wojskowego odbył się centralny kursu szkoleniowo-metodyczny kierowniczej kadry SZ PRL. Uczestnicy szkolenia zapoznali się z organizacją i prowadzeniem ćwiczeń taktycznych w dzień i w nocy oraz tematyką szkolenia zintegrowanego w garnizonie. Program kursu uzupełniły informacje dotyczące organizacji systemu obronnego PRL, a także zasad szkolenia bojowego, zgodnie z nowymi regulaminami walki. pokazano także nowe uzbrojenie, sprzęt bojowy oraz pomoce szkoleniowe. Szkolenie podsumował główny inspektor szkolenia – gen. broni E. Molczyk[1][4].

## Październik
- odtworzono batalion WOP Gubin[5]

1 października
- zainaugurowano trzydziesty czwarty rok akademicki w Wojskowej Akademii Politycznej im. F. Dzierżyńskiego. Nagrody za wyróżnione prace doktorskie otrzymali z rąk szefa Głównego Zarządu Politycznego Wojska Polskiego: mjr Z. Stachowski, mjr A. Przedpełski, płk J. Bartyzel. Wykład inauguracyjny na temat genezy Polski Ludowej wygłosił płk prof. dr hab. M. Leczyk[6].
- w Akademii Sztabu Generalnego im. gen. broni K. Świerczewskiego wykład inauguracyjny na temat roli ognia w działaniach wojsk na współczesnym polu walki wygłosił komendant Wydziału Wojsk Lądowych Akademii Sztabu Generalnego Wojska Polskiego, gen. bryg. R. Kubiczek[6].

1 października-6 października
- w Polsce przebywała delegacja Wydziału Politycznego Armii Sandinowskiej Nikaragui pod przewodnictwem zastępcy szefa polityczno-wychowawczego armii, kpt. Ricarda Pereiry. Nikaraguańczycy przeprowadzili rozmowy w Głównego Zarządu Politycznego Wojska Polskiego oraz w zarządach politycznych Warszawskiego i Pomorskiego Okręgu Wojskowego, Marynarki Wojennej i WOPK. Delegacją przyjął szef Głównego Zarządu Politycznego Wojska Polskiego, gen. broni dr Józef Baryła[6].

2 października
- koncertem galowym w warszawskiej Sali Kongresowej zakończył artystyczne tournée po Polsce Zespół Pieśni i Tańca Węgierskiej Armii Ludowej. Węgierscy artyści prezentowali program zatytułowany „Tańcem i piosenką”[6].

7 października
- na terenie garnizonu Gubin odbył się Ogólnopolski Zjazd Żołnierzy 5 Saskiej Dywizji Pancernej. Przybył dowódca dywizji w latach 1956–1962 płk Mateusz Lach[5]

10 października
- I sekretarz KC PZPR, premier, zwierzchnik Sił Zbrojnych PRL – gen. armii Wojciech Jaruzelski, złożył wizytę w Akademii Sztabu Generalnego im. gen. broni Karola Świerczewskiego w Rembertowie. Odwiedził także żołnierzy pododdziałów inżynieryjno–budowlanych wznoszących osiedla mieszkaniowe Polanka I i Polanka II w Rembertowie[6].
- wrocławski Wojskowy Szpital Kliniczny został odznaczony Orderem Sztandaru Pracy II klasy[6].
- w Belwederze wręczono nominacje generalskie. Na stopień generała armii mianowany został Florian Siwicki; na stopień generała broni – generałowie dywizji: A. Jasiński, J. Użycki; na stopień generała dywizji generałowie brygady: J. Cwetsch, Lucjan Czubiński. S. Fryń, T. Kuśmierski, W. Szklarski; na stopień generała brygady pułkownicy: J. Celek, K. Chudy, F. Puchała, J. Rudawski, S. Smoleń, J. Tenerowicz, L. Wojtasik, M. Wróblewski; na stopień kontradmirała – komandor Piotr Kołodziejczyk[6].

12 października
- Sudecka Brygada WOP została odznaczona Krzyżem Komandorskim Orderu Odrodzenia Polski. Dekoracji dokonał członek Biura Politycznego KC PZPR, prof. H. Kubiak[6].

14 października
- Rada Państwa nadała 12 Dywizji Zmechanizowanej im. Armii Ludowej sztandar wojskowy. Aktu wręczenia sztandaru dokonał gen. bryg. Henryk Szumski[6].
- Bałtycka Brygada WOP odznaczona została Orderem Sztandaru Pracy II klasy. Dekoracji sztandaru dokonał zastępca członka Biura Politycznego, sekretarz KC PZPR – J. Główczyk[6].
- Wrocławski Pułk Obrony Terytorialnej odznaczony został Krzyżem Oficerskim Orderu Odrodzenia Polski. Dekoracji sztandaru dokonał gen. bryg. J. Petruk[6].

15 października
- Wojskowy Instytut Chemii i Radiometrii odznaczony został Krzyżem Oficerskim Orderu Odrodzenia Polski. Dekoracji dokonał główny inspektor techniki Wojska Polskiego, gen. broni Z. Nowak[6].

17 października
- Rada Państwa nadała 119 osobom tytuły profesora zwyczajnego i profesora nadzwyczajnego. Tytuły naukowe profesora otrzymali m.in.: nauk medycznych – płk P. Nowicki z Centrum Kształcenia Podyplomowego Wojskowej Akademii Medycznej, nauk technicznych – płk J. Janecki z Wojskowego Instytutu Techniki Pancernej i Samochodowej, nauk humanistycznych – płk W. Biegański z WIH, nauk medycznych – płk Z. Kaliciński z CKP Wojskowej Akademii Medycznej, nauk prawnych – płk Teofil Leśko z Wojskowej Akademii Politycznej, nauk technicznych -płk T. Przychodzień z Wojskowej Akademii Technicznej, nauk wojskowych – płk W. Jakubisiak, płk W. Pokruszyński z Akademii Sztabu Generalnego[6].
- gen. dyw. Henryk Rapacewicz przestał dowodzić Śląskim Okręgiem Wojskowym

17 października-19 października
- w Sofii odbyło posiedzenie Rady Wojskowej Zjednoczonych Sił Zbrojnych Państw Stron UW. Przewodniczył naczelny dowódca Zjednoczonych Sił Zbrojnych, marszałek Związku Radzieckiego Wiktor Kulikow. W pracach Rady Wojskowej wzięli udział członkowie Rady Wojskowej stojący na czele delegacji: Bułgarskiej Armii Ludowej, Węgierskiej Armii Ludowej, Narodowej Armii Ludowej NRD, Wojska Polskiego; Sił Zbrojnych Socjalistycznej Republiki Rumunii, Sił Zbrojnych ZSRR i Czechosłowackiej Armii Ludowej. Rada Wojskowa rozpatrzyła zagadnienia bieżącej działalności Zjednoczonych Sił Zbrojnych w świetle uchwał przyjętych na naradach Doradczego Komitetu Ministrów Obrony. Ministerstwo Obrony Narodowej PRL reprezentował główny inspektor szkolenia, wiceminister obrony narodowej, gen. broni Eugeniusz Molczyk[6].

19 października
- gen. bryg. Jan Kuriata został wyznaczony na dowódcę Śląskiego Okręgu Wojskowego

20 października
- Wyższa Szkoła Oficerska Służb Kwatermistrzowskich im. M. Buczka została wyróżniona Medalem Komisji Edukacji Narodowej[6].

21 października
- dwie jednostki Warszawskiego Okręgu Wojskowego zostały odznaczone Krzyżami Oficerskimi Orderu Odrodzenia Polski. W Podhalańskiej Jednostce Wojsk Obrony Wewnętrznej im. Ziemi Krakowskiej aktu dekoracji sztandaru dokonał zastępca dowódcy Warszawskiego Okręgu Wojskowego, gen. bryg. S. Kruczek. W jednostce chemicznej Warszawskiego Okręgu Wojskowego – zastępca dowódcy Warszawskiego Okręgu Wojskowego, gen. bryg. S. Siluk[6].

## Listopad
4 listopada
- Józef i Janina Porębowie ze wsi Nowa Wieś zostali uhonorowani medalem „Za zasługi dla obronności kraju”. Wychowali oni jedenastu synów, z których każdy przywdziewał mundur Wojska Polskiego[6].

8 listopada
- w Warszawie odbyła się odprawa i szkolenie kierowniczej kadry Sił Zbrojnych PRL[1]. Odprawę prowadził minister obrony narodowej – gen. armii Florian Siwicki. Dokonano podsumowania realizacji zadań szkoleniowo-wychowawczych, sprecyzowano kierunki działania na rok 1985. Zwrócono uwagę na niebezpiecznie wzrastające zagrożenia pokoju ze strony sił imperialistycznych godzące również w bezpieczeństwo Polski. Wskazano na konieczność dalszego umacniania, w ścisłym współdziałaniu z armiami Układu Warszawskiego, zdolności obronnej socjalistycznej wspólnoty i zagwarantowania pokojowego bytu socjalistycznego państwa[6].

9 listopada
- Organizacja Rodzin Wojskowych otrzymała sztandar ufundowany przez pracowników wojskowych przedsiębiorstw handlowych. Przewodniczącej Centralnej Rady ORW, Irenie Ciećkowskiej, sztandar wręczył główny kwatermistrz Wojska Polskiego – gen. broni M. Obiedziński[6].
- we Wrocławiu odbyło się spotkanie dowódcy Północnej Grupy Wojsk Armii Radzieckiej, gen. płk. A. Kowtunowa i członka Rady Wojennej, szefa ZP PGW Armii Radzieckiej, gen. mjr. I. Titowa z dowództwem Śląskiego Okręgu Wojskowego. Radzieckich oficerów przyjął dowódca Śląskiego Okręgu Wojskowego, gen. bryg. J. Kuriata oraz zastępcy dowódcy okręgu[6].

12 listopada-15 listopada
- w NRD przebywała delegacja wojskowa pod przewodnictwem gen. armii Florian Siwickiego. Delegacja zwiedziła Akademię Wojskową im. F. Engelsa, pułk czołgów im. K. Świerczewskiego i jednostkę lotniczą. Delegacja złożyła wieńce pod pomnikiem Żołnierza Polskiego i Niemieckiego Antyfaszysty, w Mauzoleum Ofiar Faszyzmu i Militaryzmu oraz pod pomnikiem Poległych Bohaterów Radzieckich. Minister Hoffman odznaczył członków delegacji polskiej Orderem Bojowym „Za Zasługi dla Narodu i Ojczyzny”. W skład polskiej delegacji wchodzili: szef Głównego Zarządu Politycznego Wojska Polskiego, gen. broni dr Józef Baryła, zastępca ministra ds. ogólnych – gen. broni A. Jasiński, szef Departamentu Kadr Ministerstwa Obrony Narodowej – gen. dyw. Z. Zieliński. dowódca Pomorskiego Okręgu Wojskowego, gen. dyw. Z. Blechman, zastępca komendanta Akademii Sztabu Generalnego Wojska Polskiego gen. bryg. T. Bełczewski, szef Gabinetu Ministra, płk B. Woźniecki, attaché wojskowy, morski i lotniczy przy Ambasadzie PRL w NRD, płk S. Prugar i dowódca 27 Pułku Czołgów im. Niemieckich Bojowników Antyfaszystowskich, ppłk Ryszard Buchta[6].

## Grudzień
2 grudnia
- w Wyższej Szkole Oficerskiej Lotniczej im. J. Krasickiego odbyła się uroczystość promocyjna. Absolwentów promował główny inspektor OT, wiceminister obrony narodowej, gen. broni Tadeusz Tuczapski[6].

3 grudnia-5 grudnia
- w Budapeszcie pod przewodnictwem ministra obrony Węgierskiej Re-publiki Ludowej, gen. armii L. Czinege, odbyło się posiedzenie Komitetu Ministrów Obrony Państw–Stron UW. Stronę polską reprezentował zastępca członka BP KC PZPR, minister obrony narodowej gen. armii Florian Siwicki[6].

7 grudnia
- główny kwatermistrz Wojska Polskiego, gen. broni M. Obiedziński, udekorował sztandar jednostki wojsk kolejowych na terenie Pomorskiego Okręgu Wojskowego Krzyżem Oficerskim Orderu Odrodzenia Polski[6].
- Jadwiga Sosnkowska, wdowa po generale, przekazała na ręce dyrektora Muzeum Wojska Polskiego, płk. dr. hab. W. Lisowskiego, mundury wyjściowe, odznaczenia i dokumenty gen. broni Kazimierza Sosnkowskiego[6].

10 grudnia
- na Wzgórzach Golan nastąpiła zmiana polskiej jednostki wchodzącej w skład rozjemczych sił ONZ. W uroczystości wzięli udział: dowódca żegnającej się 22 zmiany, płk L. Załuska i przybywającej 23 zmiany, ppłk Z. Urbaniak[6].
- w Polsce przebywała delegacja Rewolucyjnych Sił Zbrojnych Kuby. Kubańczycy odwiedzili m.in. Wyższą Szkołę Oficerską Wojsk Łączności im. płk. Bolesława Kowalskiego w Zegrzu[6].

31 grudnia
- ze służby został wycofany kuter torpedowy ORP „Dziarski” (KTD-455).